# Acrocercops pyrigenes
Acrocercops pyrigenes är en fjärilsart som först beskrevs av Turner 1896.  Acrocercops pyrigenes ingår i släktet Acrocercops och familjen styltmalar. Inga underarter finns listade i Catalogue of Life.